# Kabinettkäfer
|                      |                      |
| Fühler des Männchens | Fühler des Weibchens |

Der Kabinettkäfer (Anthrenus museorum), auch als Museumskäfer bekannt, ist ein Käfer aus der Familie der Speckkäfer  (Dermestidae). Die Gattung Anthrenus ist weltweit in sechs Untergattungen aufgeteilt, von denen in Europa zwei vorkommen. Die Untergattung Florilinus, zu der der Kabinettskäfer gehört, ist in Europa mit zweiundzwanzig Arten vertreten.  Sie zeichnet sich durch achtgliedrige Fühler mit einer zweigliedrigen Keule aus. Beim Männchen des Kabinettkäfers ist das Endglied dieser Keule wesentlich größer als das Basisglied der Keule, das nur wenig größer als die Glieder der Fühlergeißel sind. Beim Weibchen ist auch das Basisglied der Keule wesentlich größer als die Glieder der Geißel, aber auch deutlich kleiner als das Endglied der Keule. Die gesamte Keule des Weibchens ist kleiner als das Endglied der Keule des Männchens.
Der Artname „museorum“ (lateinisch) bedeutet der Museen. Er spielt darauf an, dass er in den Insektensammlungen der Museen großen Schaden anrichten kann. Darauf weist Linné bereits in seiner Erstbeschreibung der Art hin (habitat in museis, quae destruit, teste D.De Geer lat. für kommt in Museen vor, wo er Zerstörungen hervorruft, wie De Geer bezeugt). Der Gattungsname Anthrenus von  altgr. ανθρήνη anthrēne als Name für eine Wildbiene sowie der Name der Untergattung Florilinus (lat. flōs, flōris Blüte) deutet an, dass man die Art häufig auf Blüten findet. Auch der Name Kabinettskäfer bezieht sich auf die Kabinette, in denen unter anderem Schaustücke von besonders eindrucksvollen Insekten aufbewahrt wurden.

## Merkmale des Käfers
Der 2,2 bis 3,6 Millimeter große Käfer hat die typische stark abgerundete Form der Gattung Anthrenus. Die Fühler können in Fühlergruben auf dem vorderen Halsschildseitenrand und die Beine in Aussparungen („Kehlungen“) auf der Körperunterseite eingelegt werden, der Kopf kann auf die Unterseite des Körpers gebogen und bis zu den Oberkiefern (Mandibeln) von der Vorderbrust verdeckt werden. Diese Käfer zeigen also eine Art Vorstufe von Einkugelungsvermögen.
Der Käfer ist schwarz, Schienen, Tarsen und Fühler sind gelbrot, beim Männchen ist das letzte Fühlerglied, beim Weibchen die ganze Keule schwärzlich. Die Zeichnung wird durch schwarze, weiße und braungelbe Schuppen hervorgerufen, die auf den Flügeldecken überwiegend kurz und rundlich sind und dreieckig auslaufen. Die Zeichnung variiert stark und kann dadurch verfälscht werden, dass die Schuppen abgerieben werden und der Käfer an solchen Stellen schwarz erscheint. Der Halsschild ist im zentralen Bereich (auf der Scheibe) schwarz, seine Hinterecken und die Mitte der Basis sind überwiegend weiß beschuppt. Quer über die Flügeldecken verlaufen drei dünne, oft unvollständige helle Querbinden, jedoch können überall Gruppen von weißen oder gelbbraunen Schuppen eingesprengt sein.
Zusätzlich zu den beiden Facettenaugen besitzen die Käfer auf der Mitte der Stirn ein Punktauge (Ocellus).

### Ähnliche Arten
- Wollkrautblütenkäfer (Anthrenus verbasci)
- Anthrenus fuscus

## Vorkommen
Die Tiere kommen in der gesamten Paläarktis außer im äußersten Norden vor. Sie wurden in Nordamerika eingeschleppt. Als Kulturfolger leben sie überall in der Nähe des Menschen, in freier Natur findet man sie auf Blüten vom Tiefland bis ins Gebirge.

## Lebensweise
Die Käfer kommen oft gemeinsam mit dem Teppichkäfer (Anthrenus scrophulariae) vor. Sie sind auf Blüten zu finden, wo sie Pollen fressen.
Die Larven entwickeln sich in freier Natur unter Rinde in Wäldern oder an Waldrändern, oder synanthrop in Wohnungen, Häusern und Lagern. Sie ernähren sich vor allem von toten Insekten und anderen Chitin- und Keratinquellen und sind deswegen auch in Vogelnestern zu finden. Sie sind auch als Schädlinge in Insektensammlungen bekannt.